# Репторси 905
Репторси 905 (енгл. Raptors 905) канадски је кошаркашки клуб из Мисисоге, града у провинцији Онтарио. Клуб се такмичи у НБА развојној лиги и тренутно је филијала НБА тима Торонто репторси.

## Историја
Клуб је основан 2015. године. У сезони 2016/17. освојио је НБА развојну лигу.

## Успеси
- НБА развојна лига:
  - Првак (1): 2016/17.
  - Финалиста (1): 2017/18.

## Познатији играчи
- Брејди Хеслип
- Вилијам Шихи
- Норман Пауел